# Gersemia antarctica
Gersemia antarctica är en korallart som först beskrevs av Kükenthal 1906.  Gersemia antarctica ingår i släktet Gersemia och familjen Nephtheidae. Inga underarter finns listade i Catalogue of Life.